# Pura sang
El pura sang anglès (en anglès: Thoroughbred) és una raça de cavalls més coneguda pel seu ús a les curses de cavalls. Tot i que de vegades s'utilitza la paraula pura sang per referir-se a qualsevol raça de cavall de raça pura, tècnicament només es refereix a la raça pura sang. Els pura sang es consideren cavalls de «sang calenta» coneguts per la seva agilitat, velocitat i esperit.
El pura sang, tal com es coneix avui, es va desenvolupar a l'Anglaterra dels segles xvii i xviii, quan les egües natives es van creuar amb sementals orientals importats (àrabs, barbarescs i turcomans). Tots els pura sang moderns poden rastrejar els seus pedigrís a tres sementals importats originalment a Anglaterra als segles xvii i xviii, i a un nombre més gran d'egües fundacionals de cria majoritàriament anglesa. Durant els segles xviii i xix, la raça pura sang es va estendre per tot el món; es van importar a Amèrica del Nord a partir del 1730 i a Austràlia, Europa, el Japó i Amèrica del Sud durant el segle xix. Actualment, existeixen milions de pura sang i uns 100.000 els poltres es registren cada any a tot el món.
Els pura sang s'utilitzen principalment per a les curses, però també es crien per a altres disciplines d'equitació com el salt d'obstacles, l'entrenament combinat, la doma, el polo i la caça de guineus. També s'acostumen a creuar per crear noves races o per millorar-ne d'existents. Han influït en la creació del quarter americà, trotador americà, l'anglo-àrab i diverses races de sang calenta.
Els cavalls de carreres de pura sang treballen amb un nivell d'esforç màxim, la qual cosa ha donat lloc a uns alts índexs d'accidentalitat i problemes de salut com ara el sagnat dels pulmons. Altres problemes de salut inclouen la baixa fertilitat, cors anormalment petits i una petita relació entre peülles i massa corporal. Hi ha diverses teories sobre els motius de la prevalença d'accidents i problemes de salut en la raça pura sang, i la investigació sobre el tema està en curs.

## Característiques de la raça

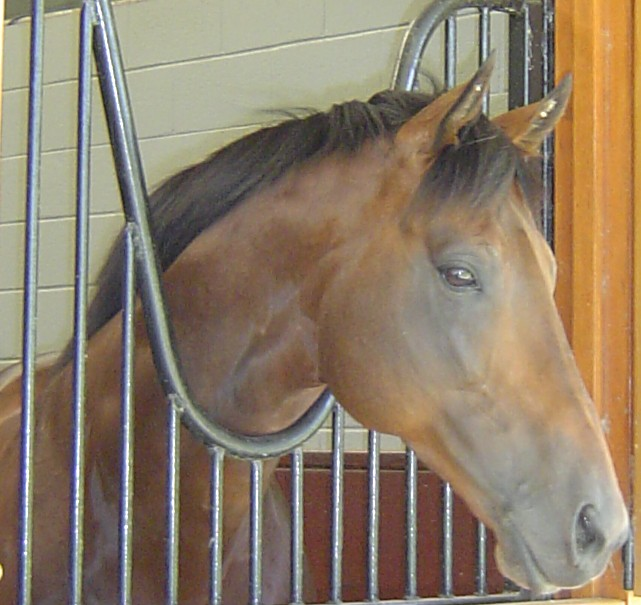
Els pura sang anglesos tenen el cap ben cisellat.

L'alçada dels pura sang típic oscil·la entre els 157 i els 173 cm, amb una mitjana de 163 cm. Sovint tenen el pelatge bai, bai o bru, roig, negre o liart. Els colors menys comuns reconeguts als Estats Units inclouen el ruà i el palomino. El pelatge blanc és molt rar, però és un color reconegut separat del gris. La cara i la part inferior de les cames poden estar marcades amb blanc, però el blanc generalment no apareixerà al cos. Els patrons de pelatge que tenen més d'un color al cos, com ara el pelatge clapat o appaloosa, no són reconeguts pels registres de races convencionals. Els bons pura sang tenen el cap ben cisellat amb un coll llarg, creu alta, pit profund, esquena curta, bona profunditat dels quarts posteriors, cos prim i potes llargues. Els pura sang es classifiquen entre les races de «sang calenta», que són animals criats per a l'agilitat i la velocitat i generalment es consideren esperits i atrevits.
Els pura sang nascuts a l'hemisferi nord es consideren oficialment un any més grans el 1r de gener de cada any; els nascuts a l'hemisferi sud són oficialment un any més grans el 1r d'agost. Aquestes dates artificials s'han fixat per permetre la normalització de curses i altres competicions de cavalls de determinades franges d'edat.

## Terminologia
Els pura sang anglès són una raça de cavall diferent, encara que la gent de vegades es refereix a un cavall de raça pura de qualsevol raça com a pura sang. El terme per a qualsevol cavall o altre animal derivat d'una única raça és de raça pura o pedigrí. Tot i que el terme probablement va entrar en ús general perquè el llibre de races anglès General Stud Book va ser un dels primers registres de races creats, en l'ús modern els criadors de cavalls consideren incorrecte referir-se a qualsevol animal com a pura sang excepte als cavalls que pertanyen a la raça pura sang anglès. No obstant això, els criadors d'altres espècies d'animals de raça pura poden utilitzar els dos termes de manera intercanviable, encara que s'utilitza menys sovint per descriure animals de raça pura d'altres espècies.

## Història

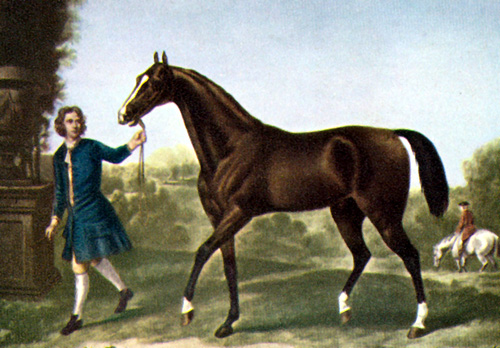
El Darley Arabian, un dels tres pares tradicionals de la fundació del pura sang

### Els inicis a Anglaterra

#### Carreres primerenques
Les curses de cavalls existien a Anglaterra com a mínim l'any 1174, quan les curses de quatre milles tenien lloc a Smithfield, a Londres. Les curses van continuar a les fires i mercats durant tota l'edat mitjana i durant el regnat del rei Jaume I d'Anglaterra. Va ser llavors quan es va començar a utilitzar el hàndicap, un sistema d'afegir pes per intentar igualar les possibilitats de guanyar un cavall, així com els procediments d'entrenament millorats. Durant els regnats de Carles II, Guillem III, Anna i Jordi I, es van posar les bases del pura sang anglès. En anglès s'anomena Thoroughbred i el terme «thro-bred» per descriure els cavalls es va utilitzar per primera vegada el 1713.
Sota Carles II, un aficionat a les carreres i propietari, i Anne, es va donar suport reial a les curses i a la cria de cavalls de carreres. Amb el suport reial, les curses de cavalls es van fer populars entre el públic, i el 1727 es va fundar un diari dedicat a les curses, el Racing Calendar («Calendari de curses»). Dedicat exclusivament a l'esport, registrava els resultats de les curses i n'anunciava les properes trobades.

#### Sementals de la Fundació
Tots els pura sang moderns es remunten a tres sementals importats a Anglaterra des de l'Orient Mitjà a finals del segle xvii i principis del segle xviii: el Byerley Turk (1680), el Darley Arabian (1704) i el Godolphin Arabian (1729). Altres sementals de cria oriental van ser menys influents, però encara van fer contribucions notables a la raça. Aquests inclouen l'Alcock's Arabian, D'Arcy's White Turk, Leedes Arabian i el Curwen's Bay Barb. Un altre va ser el Brownlow Turk, que, entre altres atributs, es creu que és el principal responsable del color del pelatge liart en els pura sang. En total, uns 160 sementals de cria oriental s'han localitzat en el registre històric com a contribució a la creació del pura sang. L'addició de cavalls de llinatge oriental, ja siguin àrabs, barbarescs i turcmans, a les egües natives angleses va portar finalment a la creació del <i>General Stud Book</i> (GSB) el 1791 i a la pràctica del registre oficial dels cavalls. Segons Peter Willett, al voltant del 50% dels sementals de la fundació sembla que eren de llinatge àrab, i la resta es divideix uniformement entre la cria de turcmans i barbarescs.

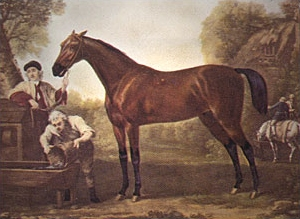
Matchem, net de Godolphin Arabian en pintura de George Stubbs.

Cadascun dels tres pares fundacionals era, casualment, l'avantpassat d'un net o besnet que era l'únic descendent masculí que perpetuava la línia masculina de cada cavall respectiu: Matchem era l'únic descendent del seu avi, el Godolphin Arabian, i en mantenia la línia masculina fins al present; la línia masculina del Byerley Turk va ser preservada per Herod (o King Herod), un besnet; i la línia masculina del Darley Arabian deu la seva existència al besnet Eclipse, que era el cavall de carreres dominant del seu temps i mai no va ser derrotat. Un estudi genètic indica que el 95% de tots els pura sang mascles tracen la seva línia masculina directa (a través del cromosoma Y) fins al Darley Arabian.
No obstant això, en els pedigrís moderns dels pura sang anglesos, la majoria dels cavalls tenen més encreuaments amb el Godolphin Arabian (13,8%) que amb el Darley Arabian (6,5%) quan es consideren totes les línies de descendència (materna i paterna). A més, com a percentatge de les contribucions a les línies de sang dels pura sang actuals, Curwen's Bay Barb (4,2%) apareix més sovint que el Byerley Turk (3,3%). La majoria dels pura sang moderns vius avui dia tenen un total de només 27 o 28 sementals dels segles xviii i xix.

#### Egües fundacionals
Les egües emprades com a cria bàsica provenien de diverses races, algunes de les quals, com el hobby irlandès, s'havien desenvolupat al nord d'Europa abans del segle xiii. Altres egües eren de cria oriental, incloent-hi la raça barbaresca, turcmana, entre altres llinatges, encara que la majoria dels investigadors conclouen que el nombre d'egües orientals importades a Anglaterra durant els cent anys posteriors a 1660 va ser petit. L'investigador del segle xix Bruce Lowe en va identificar 50 «famílies» d'egües de la raça pura sang anglesa, que va augmentar posteriorment per altres investigadors a 74. Tanmateix, és probable que existissin menys línies d'egües genèticament úniques de les que Lowe va identificar. Estudis recents de l'ADN mitocondrial de les egües pura sang indiquen que algunes de les línies d'egües que es pensava que eren genèticament diferents poden haver tingut un avantpassat comú; en 19 línies d'egües estudiades, els haplotips van revelar que només es remuntaven a 15 egües de fundació úniques, cosa que suggereix un avantpassat comú per a les egües de fundació que es pensa que no estan relacionades o que són errors de registre al GSB.

### Desenvolupament posterior a Gran Bretanya
A finals del segle xviii, s'havien establert les curses clàssiques angleses. Es tracta de la St. Leger Stakes, fundada el 1776, The Oaks, fundada el 1779, i The Derby el 1780. Més tard, la 2.000 Guineas Stakes i la 1.000 Guineas Stakes es van fundar el 1809 i el 1814 respectivament. La 1.000 Guineas i la Oaks estan restringides a les potres, però les altres estan obertes a cavalls de carreres de qualsevol sexe de tres anys. Les distàncies d'aquestes curses, van des d'1 milla (1,6 km) a 1,75 milles (2,82 km), va provocar un canvi en les pràctiques de cria, ja que els criadors es van concentrar a produir cavalls que poguessin córrer a una edat més jove que en el passat i que tinguessin més velocitat. A principis del segle xviii, l'èmfasi s'havia posat en curses més llargues, de fins a 4 milles (6.4 km), que es van córrer en diverses sèries. L'estil de carrera més antic afavoria els cavalls més grans, però amb el canvi de distàncies, els cavalls més joves es van convertir en preferits.
La cria selectiva per a la velocitat i la capacitat de carrera va portar a millores en la mida dels cavalls i a guanyar temps a mitjan segle xix. Bay Middleton, guanyador de l'Epsom Derby, va superar els 160 cm d'alçada, uns 10 cm més alt que el Darley Arabian. Els pura sang anglesos van arribar a un punt de perfeccionament tant alt que alguns van creure que ja no es podrien millorar encara que s'hi afegís més línia de sang de cavalls àrabs. Això es va confirmar l'any 1885, quan es va celebrar una cursa entre un pura sang anglès (Iambic) considerat un corredor mitjà, i el millor àrab de l'època (Asil). La cursa va ser de més 3 milles (4.800 m), i tot i que Iambic estava discapacitat per pesar 29 kg més que Asil, encara va aconseguir vèncer-lo a Asil per 20 longituds. El conegut escriptor de carreres del segle xix, Nimrod, va dir que la millora de la raça per a les carreres d'aquesta manera havia creat «l'animal més noble de la creació».
Un altre aspecte de cria anglesa de pura sang moderna és que es crien no només per a les curses de pla, sinó també per a la carrera d'obstacles. Fins a finals del segle xix, els pura sang es criaven per a les curses i també com a cavalls de sella.
Poc després de començar el segle xx, els temors que les races angleses fossin envaïdes per pura sang provinents de nord-americana a causa del tancament dels circuits nord-americans a principis dels anys 1910, van portar a la Jersey Act de 1913. Va prohibir el registre de qualsevol cavall al General Stud Book (GSB) si no podien demostrar que tots els avantpassats apareixien al GSB. Això excloïa la majoria dels cavalls de cria nord-americana, perquè la bretxa de cent anys entre la fundació del GSB i l'American Stud Book va significar que la majoria dels cavalls de cria nord-americana posseïen almenys un o dos encreuaments amb cavalls no registrats al GSB. La llei no va ser derogada fins al 1949, després de la qual cosa un cavall només havia de demostrar que tots els seus avantpassats fins a la novena generació estaven registrats en un Stud Book reconegut. Molts consideraven que la Jersey Act va obstaculitzar el desenvolupament del pura sang anglès impedint que els criadors del Regne Unit utilitzessin nous llinatges desenvolupats fora de les illes britàniques.

### A Amèrica
El primer cavall de pura sang a les colònies americanes va ser Bulle Rock, importat el 1730. Maryland i Virgínia van ser els centres de cria de pura sang anglès a Amèrica, juntament amb Carolina del Sud i Nova York. Durant la Revolució Americana, les importacions de cavalls d'Anglaterra pràcticament es van aturar però es van reiniciar després de la signatura d'un tractat de pau. Dos sementals importants es van importar al voltant de l'època de la Revolució; Messenger el 1788 i Diomed abans. Messenger va deixar poc impacte en el pura sang nord-americà, però es considera un pare bàsic de la raça de trotador americà. Diomed, que va guanyar el Derby Stakes el 1780, va tenir un impacte significatiu en la cria de pura sang nord-americana, principalment a través del seu fill Sir Archy. John F. Wall, un historiador de carreres, va dir que Sir Archy va ser el «primer semental destacat que podem reivindicar com a nadiu americà». Es va retirar de l'hipòdrom per manca d'oponents.
Després de la Revolució Americana, el centre de la cria i les curses de pura sang als Estats Units es va traslladar a l'oest. Kentucky i Tennessee es van convertir en centres importants. Andrew Jackson, més tard president dels Estats Units, va ser criador i corredor de pura sang a Tennessee. Les match race celebrades a principis del segle xix van ajudar a popularitzar les curses de cavalls als Estats Units. Una va tenir lloc el 1823, a Long Island, Nova York, entre Sir Henry i American Eclipse. Se'n va celebrar una altra entre Boston i Fashion el 1838 que va comptar amb apostes de 20.000 dòlars de cada costat. Les últimes curses importants abans de la Guerra Civil Americana van ser totes dues entre Lexington i Lecompte. La primera es va celebrar l'any 1854 a Nova Orleans i va ser guanyada per Lecompte. Aleshores, el propietari de Lexington va desafiar el propietari de Lecompte a una represa, celebrada el 1855 a Nova Orleans i va ser guanyada per Lexington. Tots dos cavalls eren fills de Boston, descendent de Sir Archy. Lexington va seguir una carrera com a semental de cria i va liderar la llista dels sementals amb més descendents guanyadors durant setze anys, catorze d'ells seguits.
Després de la Guerra Civil Americana, l'èmfasi a les curses americanes va canviar de l'estil més antic de 4 milles (6 km) curses en què els cavalls corrien en almenys dues sèries. El nou estil de cursa implicava curses més curtes que no es fessin en sèries, en distàncies des de cinc estades fins a 1,5 milles (2,4 km). Aquest desenvolupament va suposar un canvi en les pràctiques de cria, així com l'edat en què es competien els cavalls, amb cavalls i velocistes més joves que van passar a primer pla. També va ser després de la Guerra Civil que el pura sang nord-americà va tornar a Anglaterra per competir. Iroquois es va convertir en el primer guanyador de l'Epsom Derby de criança nord-americana el 1881. L'èxit dels pura sang de raça nord-americana a Anglaterra va portar a la Jersey Act el 1913, que limitava la importació de pura sang nord-americana a Anglaterra. Després de la Primera Guerra Mundial, els criadors a Amèrica van continuar posant èmfasi en la velocitat i l'edat primerenca de curses, però també van importar cavalls d'Anglaterra, i aquesta tendència va continuar després de la Segona Guerra Mundial. Després d'aquest conflicte bèl·lic, la cria de pura sang es va mantenir centrada a Kentucky, però Califòrnia, Nova York i Florida també van sorgir com a importants centres de carreres i cria.
Els pura sang als Estats Units s'han utilitzat històricament no només per a les carreres, sinó també per millorar altres races. El Messenger d'importació primerenc va ser la base de la raça de trotador americà, i els pura sang anglesos també van ser fonamentals en el desenvolupament del quarter americà. Alguns consideren que el semental fundacional de la raça Morgan ha estat engendrat per un pura sang. Entre la Primera i la Segona Guerra Mundial, l'exèrcit estatunidenc va utilitzar sementals pura sang com a part del seu servei de remuntatge, dissenyat per millorar l'estoc de montures de cavalleria.

### A Europa
Els pura sang es van començar a importar a França el 1817 i el 1818 amb la importació d'una sèrie de sementals d'Anglaterra, però inicialment l'esport de les curses de cavalls no va prosperar a França. El primer Jockey Club de França no es va formar fins al 1833, i el 1834 les funcions de competició i regulació van donar lloc a una nova societat, la Société d'Encouragement pour l'Amélioration des Races de Chevaux en France, més coneguda com el Jockey Club de París. El French Stud Book va ser fundat al mateix temps pel govern. El 1876, els pura sang francesos guanyaven regularment curses a Anglaterra, i aquell any un criador-propietari francès va guanyar més diners a Anglaterra dels que s'havien guanyat fins al moment. La Primera Guerra Mundial gairebé va destruir la cria francesa a causa dels danys de la guerra i la manca de races. Després de la guerra, la primera cursa francesa, el Grand Prix, es va reprendre i continua fins avui. Durant la Segona Guerra Mundial, la cria de pura sang francesa no va patir com durant la Primera Guerra Mundial, i així va poder competir en igualtat de condicions amb altres països després de la guerra.
Les curses organitzades a Itàlia van començar el 1837, quan es van organitzar trobades per competir a Florència i Nàpols; el 1842 també se'n va organitzar una a Milà. Les carreres modernes en pla van arribar a Roma el 1868. Abans de finals del segle xx, es van importar diversos pura sang a Itàlia entre els quals hi ha els guanyadors de Derby Stakes Ellington (1856) i Melton (1885). La cria moderna de pura sang a Itàlia s'associa principalment amb el programa de cria de Federico Tesio, que va iniciar el seu programa de cria el 1898. Tesio va ser el criador del Nearco, un dels pares dominants de pura sang a finals del segle xx.
Altres països d'Europa tenen programes de cria de pura sang, com ara Alemanya, Rússia, Polònia i Hongria.

### A Austràlia i Nova Zelanda
Els cavalls van arribar a Austràlia amb la First Fleet el 1788 juntament amb els primers colons. Tot i que els cavalls de sang parcialment pura es van importar a Austràlia a finals del segle xx, es creu que el primer pura sang va ser un semental anomenat Northumberland que va ser importat d'Anglaterra el 1802. El 1810, es van organitzar les primeres curses formals a Sydney, i el 1825 va arribar la primera egua de llinatges pura sang per unir-se als sementals pura sang que ja hi havia. El 1825, es va formar el Sydney Turf Club, el primer club de carreres d'Austràlia. Al llarg de la dècada de 1830, les colònies australianes van començar a importar pura sang, gairebé exclusivament amb finalitats de cursa, i per millorar l'estoc local. Cada colònia va formar els seus propis clubs de curses i va celebrar les seves pròpies curses. A poc a poc, els clubs individuals es van integrar en una organització global, ara coneguda com l'Australian Racing Board. Els pura sang d'Austràlia es van importar a Nova Zelanda als anys 1840 i 1850, amb la primera importació directa d'Anglaterra el 1862.

### En altres zones
Els pura sang s'han exportat a moltes altres zones del món des que es va crear la raça. Els cavalls orientals van ser importats a Sud-àfrica des de finals del segle xvii per tal de millorar la població local mitjançant el mestissatge. Les curses de cavalls s'hi van establir a finals del segle xviii i principis del segle xvii, i els pura sang es van importar en nombre creixent. Els primers sementals pura sang van arribar a l'Argentina el 1853, però les primeres egües no van arribar fins al 1865. L'Argentine Stud Book es va publicar per primera vegada el 1893. Els pura sang es van importar al Japó a partir de 1895, tot i que no va ser fins després de la Segona Guerra Mundial que el Japó va començar un negoci seriós de cria i carreres que implicava pura sang.

## Registre, cria i població

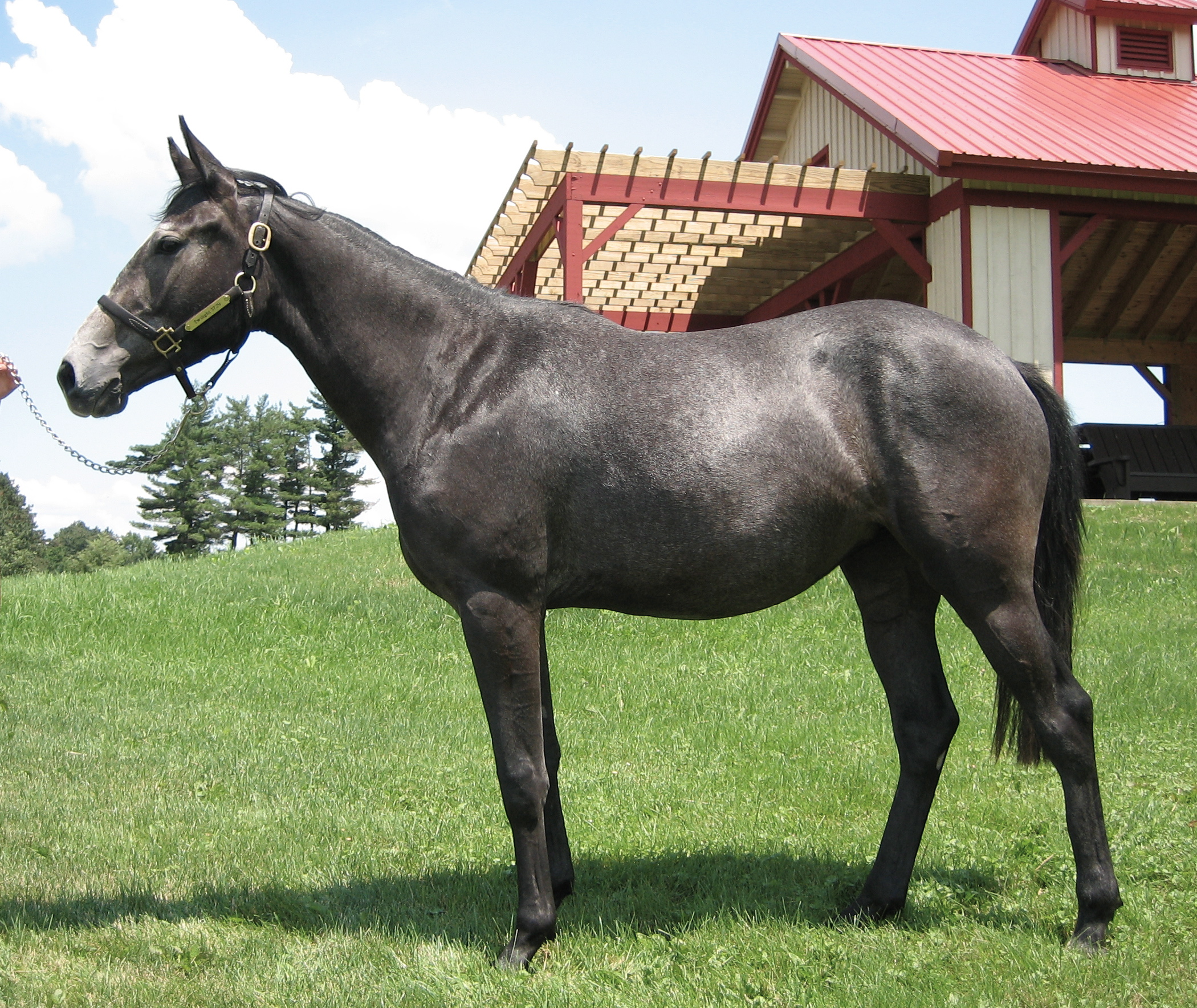
Twilight, l'egua pura sang del Equine Genome Project.

El nombre de poltres pura sang registrats cada any a l'Amèrica del Nord varia molt, principalment lligat a l'èxit del mercat de subhastes que al seu torn depèn de l'estat de l'economia. El registre de poltres va ser de més de 44.000 el 1990, però va disminuir fins a aproximadament 22.500 el 2014. Els nombres més alts es registren als estats de Kentucky, Florida i Califòrnia. Austràlia és el segon productor de pura sang del món amb gairebé 30.000 egües que produeixen uns 18.250 poltres anualment. Gran Bretanya produeix uns 5.000 poltres a l'any, i a tot el món, hi ha més de 195.000 egües actives, o femelles utilitzades per a la reproducció, i 118.000 poltres recentment registrats només el 2006. La indústria pura sang és una gran agroempresa, que genera uns 34 dòlars mil milions d'ingressos anuals als Estats Units i uns 470.000 llocs de treball a través d'una xarxa de granges, centres de formació i pistes de curses.
A diferència d'un nombre significatiu de races registrades actualment, un cavall no es pot registrar com a pura sang (amb el registre de The Jockey Club) tret que estigui concebut per la cobertura en directe, l'aparellament natural presenciat d'una egua i un semental. La inseminació artificial (IA) i la transferència d'embrions (ET), encara que s'utilitzen habitualment i es permeten en molts altres registres de races de cavalls, no es poden utilitzar amb els pura sang. Una de les raons és que existeix una major possibilitat d'error en assignar la filiació amb inseminació artificial i, tot i que les proves d'ADN i sang eliminen moltes d'aquestes preocupacions, la inseminació artificial encara requereix un manteniment de registres més detallat. El motiu principal, però, pot ser econòmic; un semental té un nombre limitat d'egües a les quals es pot atendre amb cobertura viva. Així, la pràctica evita un excés d'oferta de pura sang, si bé la gestió moderna encara permet que un semental cobreixi més egües en una temporada del que abans es pensava possible. A tall d'exemple, l'any 2008, el semental australià Encosta De Lago va cobrir 227 egües. En permetre que un semental només cobreixi unes 200 egües a l'any en lloc de les 2000 de possibles amb inseminació artificial, també preserva els alts preus que es paguen pels cavalls dels llinatges més nobles o populars.
Existeix la preocupació que el llibre genealògic tancat i la població estrictament regulada de pura sang corre el risc de perdre la diversitat genètica a causa del nivell d'endogàmia inadvertida inevitable en una població tan petita. Segons un estudi, el 78% dels al·lels de la població actual es poden rastrejar fins a 30 animals de la fundació, 27 dels quals són mascles. Deu egües de fundació representen el 72% dels llinatges materns (cua femenina) i, com s'ha indicat anteriorment, un semental apareix en el 95% dels llinatges de cua masculina. Els pedigrís de pura sang es tracen generalment a través de la línia materna. La línia de la qual prové un cavall és un factor crític per determinar el preu d'un cavall jove.

## Valor
Els preus dels pura sang varien molt, depenent de l'edat, el pedigrí, la conformació i altres factors del mercat. L'any 2007, Keeneland Sales, una empresa de vendes amb seu als Estats Units, va vendre 9.124 cavalls a una subhasta, amb un valor total de 814.401.000 dòlars, el que dona un preu mitjà de 89.259 dòlars. En conjunt als Estats Units l'any 2007, les estadístiques de subhasta del The Jockey Club van indicar que la mitjana de poltre acabat de deslletar es va vendre per 44.407 dòlars, els poltres de dos anys es va vendre per 55.300 dòlars de mitjana, el preu mitjà de venda per als poltres de dos anys era de 61.843 dòlars, les egües una mitjana de 70.150 dòlars i els cavalls amb més de dos anys i amb perspectives de cria es van vendre per una mitjana de 53.243 dòlars. Per a Europa, la venda de Tattersall de juliol de 2007 va vendre 593 cavalls a la subhasta, amb un total de venda de 10.951.300 guinees per una mitjana de 18.468 guinees. També el 2007, Doncaster Bloodstock Sales, una altra empresa de vendes britànica, va vendre 2.248 cavalls per un valor total de 43.033.881 guinees, amb una mitjana de 15.110 guinees per cavall. Els preus australians a la subhasta durant la temporada de carreres i cria 2007–2008 van ser els següents: 1.223 deslletaments australians venuts per un total de 31.352.000 dòlars, una mitjana de 25.635 dòlars cadascun. Quatre mil nou-cents tres anys venuts per un valor total de 372.003.961 dòlars australians, una mitjana de 75.853 dòlars australians. Cinc-cents poltres de dos anys es van vendre per 13.030.150 dòlars australians, una mitjana de 26.060 dòlars australians, i 2.118 egües de cria van ascendir a 107.720.775 dòlars australians, una mitjana de 50.860 dòlars australians.
Les mitjanes aritmètiques, però, poden enganyar. Per exemple, a la venda de tardor de l'any 2007 a Keeneland, es van vendre 3.799 cavalls joves per un total de 385.018.600 dòlars, per una mitjana de 101.347 dòlars per cavall. Tanmateix, aquest preu de venda mitjà reflectia una variació que incloïa almenys 19 cavalls que es van vendre per només 1.000 dòlars cadascun i 34 que es van vendre per més d'1.000.000 dòlars cadascun.
El preu més alt que es va pagar a la subhasta per un pura sang es va establir el 2006 en 16.000.000 de dòlars per a un poltre de dos anys anomenat The Green Monkey. Els preus rècord a la subhasta sovint acaben els titulars, encara que no necessàriament reflecteixen l'èxit futur de l'animal; en el cas de The Green Monkey, les lesions el van limitar a només tres inicis de carrera abans de retirar-se com a semental el 2008, i mai no va guanyar cap carrera. Per contra, fins i tot un pura sang de gran èxit es pot vendre a pes per uns quants centenars de dòlars per convertir-se en carn de cavall. L'exemple més conegut d'això va ser el guanyador del Kentucky Derby de 1986, Ferdinand, exportat al Japó per convertir-se en semental, però finalment va ser sacrificat el 2002, presumiblement per menjar per a mascotes.
Tanmateix, el valor d'un pura sang també pot estar influït pels diners que guanya. L'any 2007, els cavalls de carreres de pura sang van guanyar un total de 1.217.854.602 dòlars en totes les posicions, uns ingressos mitjans per titular de 16.924 dòlars. A més, la trajectòria d'un cavall de carreres pot influir en el seu valor futur com a animal reproductor.
Les tarifes de sementals per als sementals que entren a la cria poden oscil·lar entre 2.500 i 500.000 dòlars per egua als Estats Units, i de 2.000 lliures a 75.000 lliures o més a Gran Bretanya. La quota rècord fins ara es va establir a la dècada de 1980, quan la quota de semental del difunt Northern Dancer va arribar a 1 milió de dòlars. Durant la temporada de reproducció australiana de 2008, set sementals van pagar una tarifa de semental de 110.000 dòlars australians o més, amb la tarifa més alta del país amb 302.500 dòlars australians.

## Usos

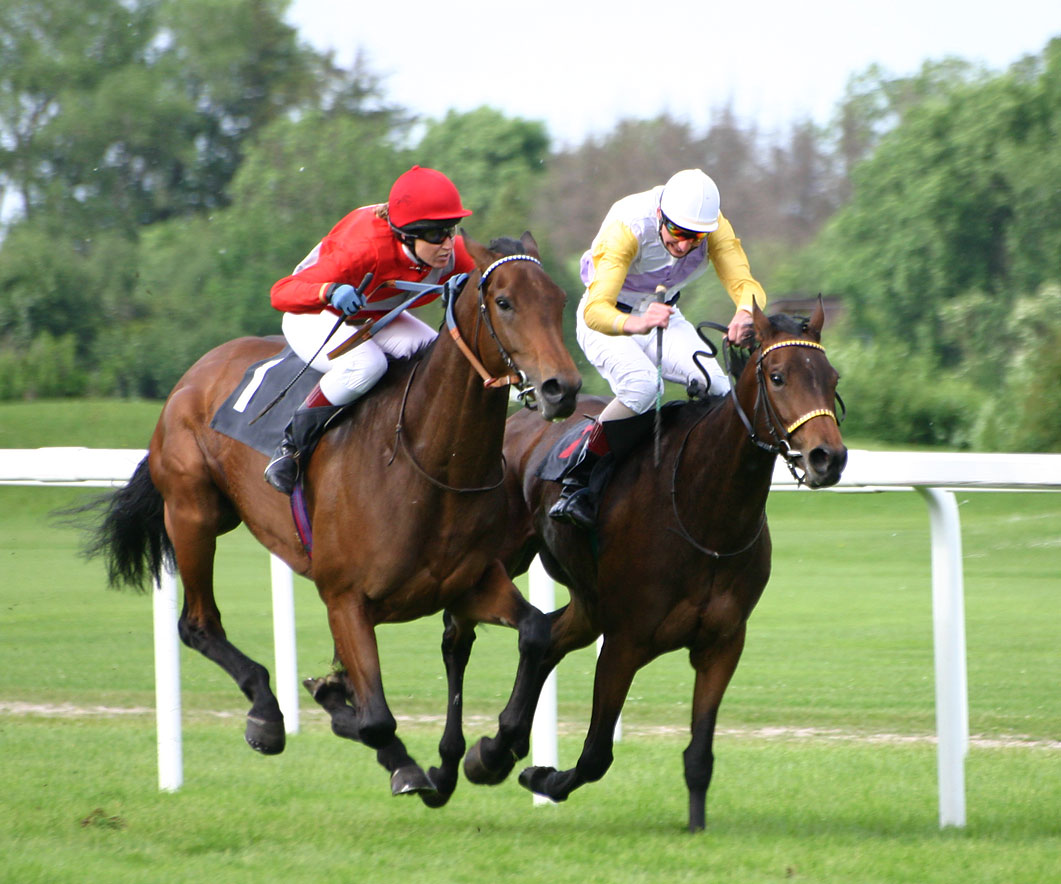
Cavalls de cursa que competeixen a la gespa (hipòdrom) a Alemanya. La majoria de curses a Europa es realitzen sobre gespa, mentre que la majoria de curses a Amèrica del Nord es fan sobre terra.

Tot i que els pura sang es crien principalment per a curses, la raça també s'utilitza per a salts d'obstacles i entrenament combinat a causa del seu atletisme, i molts cavalls de carreres jubilats i es converteixen en bons cavalls familiars, cavalls de doma i cavalls d'exhibició juvenil. Els cavalls més grans són buscats per a les competicions de caçadors/salts i de doma, mentre que els cavalls més petits són demanats com a ponis de polo.

### Les carreres de cavalls
Els cavalls de pura sang es crien principalment per córrer amb la sella al galop. Els pura sang sovint són coneguts per ser corredors de distància o velocistes, i la seva conformació normalment reflecteix el que han estat criats per fer. Els velocistes solen ser ben musculats, mentre que els corredors de distància acostumen a ser més petits i prims. La mida del cavall és una consideració per als compradors i entrenadors a l'hora de triar un cavall de carreres potencial. Tot i que hi ha hagut cavalls de carreres campions de totes les estatures, des de Zenyatta, que feia 174,75 cm, Man o'War i Secretariat, que feien 164,6 cm, fins a Hyperion, que feia només 153,4 cm. Tot i això, els millors cavalls de carreres són generalment de mida mitjana. Els cavalls més grans maduren més lentament i tenen més tensió a les cames i els peus, un fet que els predisposa a la coixesa. Alguns creuen que els cavalls més petits estan en desavantatge a causa del seu pas més curt i la tendència d'altres cavalls a colpejar-los, especialment a la porta de sortida. Històricament, els pura sang han augmentat constantment de mida: l'alçada mitjana d'un pura sang l'any 1700 era d'unes 135,13 cm d'alçada. El 1876, s'havia incrementat fins a 155,45 cm.
El 2007, hi havia 71.959 cavalls que van començar curses als Estats Units, i la mitjana de cavalls de carreres pura sang als Estats Units i al Canadà va córrer 6,33 vegades aquest any. A Austràlia, hi havia 31.416 cavalls en entrenament durant el 2007, i aquests cavalls van començar 194.066 vegades per un premi de 375.512.579 dòlars australians. Durant l'any 2007, al Japó, hi havia 23.859 cavalls en entrenament i aquests cavalls van començar 182.614 vegades per un premi de 857.446.268 dòlars australians. A Gran Bretanya, la British Racing Authority afirma que hi havia 8.556 cavalls entrenant per a les curses en pla el 2007, i aquests cavalls van començar 60.081 vegades en 5.659 carreres.
Estadísticament, menys del 50% de tots els cavalls de cursa no guanyen mai una cursa, i menys de l'1% no guanyen mai una cursa d'aposta com el Kentucky Derby o The Derby. Qualsevol cavall que encara no hagi guanyat una cursa es coneix com a donzella.
Els cavalls que han acabat amb una carrera de curses que no són aptes per a la cria sovint es converteixen en cavalls d'equitació o altres fins. Existeixen diverses agències per ajudar a fer la transició de l'hipòdrom a una altra carrera, o per ajudar a trobar residències per a antics cavalls de carreres.

### Altres disciplines

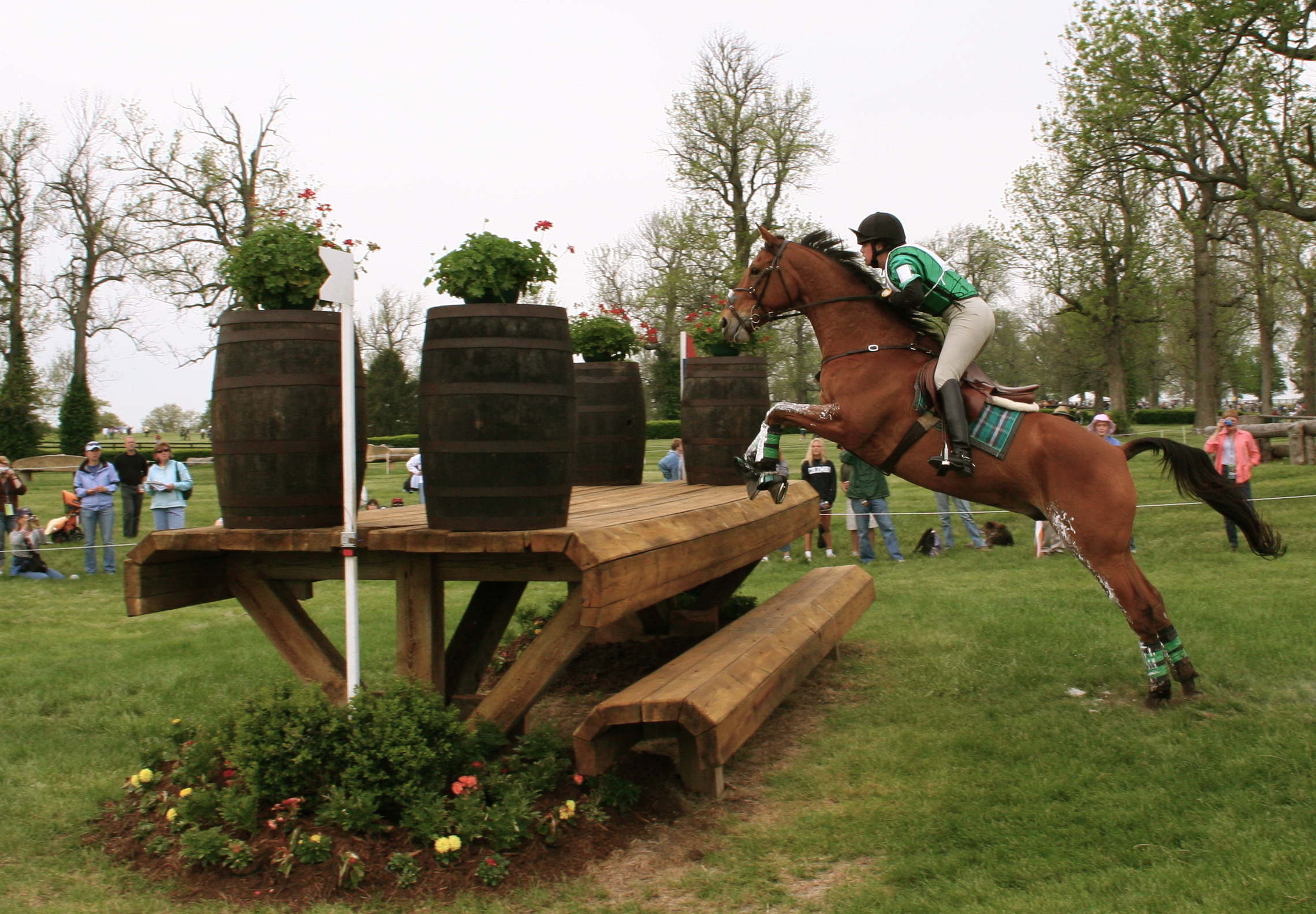
Un pura sang competint en unconcurs

A més de les curses, els pura sang competeixen en competició, salts d'obstacles i doma als nivells més alts de la competició internacional, inclosos els Jocs Olímpics. També s'utilitzen en les divisions de policia muntada els utilitzen en treballs no competitius, i els genets recreatius també els utilitzen. Els pura sang són una de les races més comunes per al polo als Estats Units. Sovint també es veuen al camp en la caça de guineus.

### Creuament
Sovint, els pura sang es creuen amb cavalls d'altres races per crear noves races o per millorar o introduir qualitats específiques en les existents. Han influït en moltes races modernes, com ara el quarter americà, el trotador americà, i possiblement el Morgan, una raça que va influir en moltes de les races amb ambladura a Amèrica del Nord. Altres encreuaments comuns amb el pura sang inclouen el mestissatge amb llinatges àrabs per produir l'anglo-àrab així com amb el cavall de tir irlandès per produir el cavall esportiu irlandès. Els pura sang sovint es creuen amb diverses races de sang calenta a causa del seu refinament i capacitat de rendiment.

## Problemes de salut
Tot i que els pura sang també es preparen pel salt i en altres disciplines, els pura sang moderns es crien principalment per a la velocitat, i els cavalls de carreres tenen una taxa molt alta d'accidents i altres problemes de salut.
Una desena part de tots els pura sang pateixen problemes ortopèdics, incloses fractures. Les estimacions actuals indiquen que hi ha 1,5 lesions al final de carrera per cada 1.000 cavalls que comencen una cursa als Estats Units, una mitjana de dos cavalls per dia. L'estat de Califòrnia va informar d'una taxa de lesions especialment alta, 3,5 per cada 1.000 inicis. Altres països informen de taxes de lesions més baixes, amb el Regne Unit amb 0,9 lesions/1.000 inicis (1990–1999) i les curses a Victòria, Austràlia, produint una taxa de 0,44 lesions/1.000 inicis (1989–2004). Els pura sang també tenen altres problemes de salut, com ara la majoria d'animals que són propensos a sagnar dels pulmons (hemorràgia pulmonar induïda per l'exercici), un 10% amb baixa fertilitat i un 5% amb cors anormalment petits. Els pura sang també tendeixen a tenir peülles més petites en relació amb la seva massa corporal que altres races, amb soles i parets primes i una manca de massa de cartílag, que contribueix al dolor dels peus, la font més comuna de coixesa en cavalls de carreres.

### Cria selectiva
Alguns han suggerit que alguns dels problemes de salut dels pura sang deriven de la consanguinitat. També s'ha suggerit que la millora de la capacitat de velocitat en un animal que ja és ràpid augmentant-ne la massa muscular ha creat animals dissenyats per guanyar carreres de cavalls. Així, segons aquesta idea, el pura sang modern es desplaça més ràpid del que pot suportar la seva estructura esquelètica. El veterinari Robert M. Miller afirma que «hem criat selectivament per a velocitats que l'anatomia del cavall no sempre pot fer front».

### Excés d'estrès
També es pot produir una alta taxa d'accidents perquè els pura sang, especialment als Estats Units, es fan correr per primera vegada quan tenen dos anys, molt abans que siguin completament madurs. Tot i que poden semblar adults i es troben en una excel·lent condició muscular, els seus ossos no estan completament formats. Tanmateix, les taxes de lesions catastròfiques són més elevades en poltres de quatre i cinc anys que en poltres de dos i tres anys. Alguns creuen que l'entrenament correcte i lent d'un cavall jove pot ser realment beneficiós per a la solidesa general de l'animal. Això es deu al fet que, durant el procés d'entrenament, es produeixen microfractures a la cama seguides de remodelació òssia. Si la remodelació té temps suficient per curar, l'os es torna més fort. Si es produeix una remodelació adequada abans que comencin els entrenaments i les carreres dures, el cavall tindrà un sistema musculoesquelètic més fort i tindrà menys possibilitats de lesions.
Els estudis han demostrat que les superfícies de la pista, les ferradures amb agafadors dels peus, l'ús de certs medicaments legals i els horaris de curses d'alta intensitat també poden contribuir a una taxa de lesions elevada. Una tendència prometedora és el desenvolupament de superfícies sintètiques per a pistes de curses, i una de les primeres pistes que va instal·lar aquesta superfície, Turfway Park a Florence, Kentucky, va veure com la seva taxa de lesions mortal va baixar de 24 el 2004–2005 a tres l'any següent. Instal·lació de Polytrack. El material no està perfeccionat, i algunes zones informen de problemes relacionats amb el clima hivernal, però els estudis continuen.

### Reptes mèdics
El tractament mèdic que es fa als pura sang anglesos ferits és sovint més intensiu que als cavalls de menor valor econòmic però també ha generat certa controvèrsia, en part, a causa de les complicacions importants en el tractament dels ossos trencats i altres lesions importants a les cames. Les lesions a les cames que tot i que no són mortals immediatament poden posar en perill la vida de l'animal, atès que el pes d'un cavall s'ha de distribuir uniformement a les quatre potes per evitar problemes circulatoris, laminitis i altres infeccions. Si un cavall perd l'ús d'una cama temporalment, hi ha el risc que altres potes es trenquin durant el període de recuperació perquè porten una càrrega de pes anormal. A més, els cavalls són animals que només s'estiren periòdicament durant breus períodes, si s'estiressin durant més estona correrien el risc de desenvolupar nafres, danys interns i congestió.
Sempre que un accident de curses fereix greument un cavall conegut, com les fractures de cames que van provocar l'eutanàsia del Barbaro, el guanyador del Kentucky Derby de 2006, o de l'Eight Belles, la subcampiona del Kentucky Derby de 2008, els grups de drets dels animals han denunciat la indústria de les curses de pura sang. Per contra, els defensors de les curses argumenten que sense les curses de cavalls, hi hauria molt menys finançament i incentius disponibles per a la investigació mèdica i biomecànica sobre cavalls. Tot i que les curses de cavalls són perilloses, la ciència veterinària ha avançat. Ara es poden tractar casos per els quals anteriorment no hi havia solució, i la detecció anterior mitjançant tècniques d'imatge avançades com la gammagrafia pot mantenir els cavalls en risc fora de la pista.